# Baruca
Baruca is een geslacht van rechtvleugeligen uit de familie Morabidae. De wetenschappelijke naam van dit geslacht is voor het eerst geldig gepubliceerd in 1976 door Key.

## Soorten
Het geslacht Baruca  is monotypisch en omvat slechts de volgende soort:
- Baruca macdonnellorum (Key, 1976)